# فولتا ليمبورغ الكلاسيكي 2015
فولتا ليمبورغ الكلاسيكي 2015 (بالهولندية: Volta Limburg Classic 2015) هو سباق دراجات هوائية، وهو الموسم رقم 42 من نفس السباق، وأقيم في 4 أبريل 2015، وامتدّ لمسافة 198 كيلومتر، وهو أحد سباقات طواف أوروبا للدراجات 2015، وهو من نوع سباق يوم واحد، وقد شارك في السباق 158 متسابقاً، ووصل إلى نهايته 49 متسابقاً.
فاز فيه بالمركز الأول ستيفان كونغ، وبالمركز الثاني ماسيج باتيرسكي، وبالمركز الثالث ديلان تيونز.

## الفرق
| فرق عالمية (2)- BMC Racing - Lotto NL-Jumbo فرق قارية محترفة (8)- Bardiani CSF - CCC Development Team ‏ - Cult Energy Pro Cycling ‏ - نيبو-فيني فانتيني-يوربا أوفيني ‏ - رومبوت تشارلز ‏ - ساوث إيست 2015 ‏ - سبورت فلاندرين بالويس 2015 ‏ - Wanty-Groupe Gobert فرق قارية (12)- Team3M ‏ - An Post–Chain Reaction ‏ - Alecto Cycling Team ‏ - Destil–Parkhotel Valkenburg ‏ - Delta Cycling Rotterdam ‏ - ميتك-تي كي إتش مانتيل 2015 ‏ - Parkhotel Valkenburg CT ‏ - Rabobank Development Team ‏ - Team Waoo ‏ - Pauwels Sauzen–Vastgoedservice ‏ - Veranclassic–Ago ‏ - بنجوال باوليز ساوكس دبليو بي ‏ |  |
| |  |

## وصلات خارجية
- الموقع الرسمي
- فولتا ليمبورغ الكلاسيكي 2015 على موقع إحصائيات الدراجات الإحترافية (الإنجليزية)